# 瀬野みやび
瀬野 みやび（せの みやび、1996年12月8日 - ）は、日本のグラビアアイドル、元AV女優。神奈川県出身。AV時代はS1専属。

## 経歴
2015年にボルドプロモーション所属のグラビアアイドルとしてデビュー。童顔なビジュアルにあどけない表情から、デビュー後すぐに着エロアイドルとしての仕事の割合が多くなる。途中でAV女優に転身するも、2017年には着エロアイドルとして復帰。

## 人物・エピソード
- マイペースでおっとりした性格。恥ずかしがり屋。
- 初体験は、AV女優に転身する1年前の19歳。相手は小学校時代の同級生。
- 好きな食べ物はパイナップル。嫌いな食べ物はゆで卵の黄身。
- 趣味はバドミントン、買い物。特技はピアノ演奏。
- 自信のある部位は、スポーツで鍛えられた脚。チャームポイントは腰の反り。
- 初めてのクンニ体験は、AVのデビュー作品の撮影時に経験。相手はしみけん。

## 映像作品
※時系列に記載

### 第一次イメージビデオ時代
2015年
- 全力黒髪少女（2015年9月18日、スパイスビジュアル）
- 初恋ノート（2015年11月27日、スパイスビジュアル）

2016年
- 恋の聖域（2016年1月19日、スパイスビジュアル）
- 100％美少女 Vol.96（2016年3月18日、メディアブランド）
- せーの！みやびちゃん（2016年4月1日、デジプラン）
- ステキな恋少女（2016年6月13日、INTEC）
- みやびの夏（2016年9月2日、デジプラン）
- 天使の片思い（2016年11月23日、INTEC）

2017年
- みやびと踊ろう！（2017年1月1日、デジプラン）

### アダルトビデオ時代
2017年
- 新人NO.1 STYLE 現役着エロアイドルAV解禁 瀬野みやび（2017年4月7日、S1）
- 現役着エロアイドルの初イキ！初体験4本番スペシャル（2017年5月19日、S1）
- 交わる体液、濃密セックス 完全ノーカット3本番 （2017年6月13日、S1）
- 着エロアイドルエロス覚醒 巨根×膣中イキオーガズム（2017年7月25日、S1）
- 着エロアイドルおしっこ解禁 恥じらいの快感お漏らし女子校生（2017年8月25日、S1）

### 第二次イメージビデオ時代
2017年
- やりすぎっ 瀬野みやび（2017年8月7日、未満）

### 写真集
- 禁断 ～女子高生 瀬野みやび～ 「大人ってずるい」（2016年4月2日、JK daisuki、撮影：写メっ娘！コスっ娘！）
- 禁断 ～女子高生 瀬野みやび～ 「先生、教えて」（2016年6月24日、JK daisuki、撮影：写メっ娘！コスっ娘！）
- 瀬野みやび 伝説少女（2017年12月28日、KADOKAWA、撮影：エンターブレイン）
- ギリギリ★あいどる倶楽部 R 「素敵な恋少女」（2018年3月9日、ラビリンス、撮影：JELLY-Be）
- ギリギリ★あいどる倶楽部 R 「天使の片思い」（2018年4月2日、ラビリンス、撮影：JELLY-Be）
- Complete 瀬野みやび 写真集（2018年7月30日、ラビリンス、撮影：JELLY-Be）
- 瀬野みやび2 伝説少女（2018年3月30日、KADOKAWA、撮影：エンターブレイン）